# Porsche Tennis Grand Prix 1982
Porsche Tennis Grand Prix 1982 - жіночий тенісний турнір, що проходив на закритих кортах з килимовим покриттям Tennis Sporthalle Filderstadt у Фільдерштадті (Західна Німеччина). Належав до турнірів 4-ї категорії в рамках Toyota Series 1982. Турнір відбувся вп'яте і тривав з 18 жовтня до 24 жовтня 1982 року. Перша сіяна Мартіна Навратілова виграла титул в одиночному розряді й отримала за це 22 тис. доларів.

## Фінальна частина

### Одиночний розряд
Мартіна Навратілова —  Трейсі Остін 6–3, 6–3
- Для Навратілової це був 12-й титул в одиночному розряді за сезон і 67-й — за кар'єру.

### Парний розряд
Мартіна Навратілова /  Пем Шрайвер —  Кенді Рейнолдс /  Енн Сміт 6–2, 6–3

## Розподіл призових грошей
| Дисципліна       | П       | F       | ПФ     | ЧФ     | 1/8    | 1/16 |
| Одиночний розряд | $22,000 | $11,000 | $5,775 | $2,800 | $1,450 | $725 |

## Нотатки
1. ↑  Турніри з призовими для жінок принаймні 125 тис. доларів.[1]